# 389
- Wikisource

| Calendário gregoriano                                                        | 389 CCCLXXXIX                   |
| Ab urbe condita                                                              | 1142                            |
| Calendário arménio                                                           | -163 – -162                     |
| Calendário bahá'í                                                            | -1455 – -1454                   |
| Calendário budista                                                           | 933                             |
| Calendário chinês                                                            | 3085 – 3086                     |
| Calendário copta                                                             | 105 – 106                       |
| Calendário etíope                                                            | 381 – 382                       |
| Calendários hindus - Vikram Samvat - Calendário nacional indiano - Cáli Iuga | 444 – 445 310 – 311 3489 – 3490 |
| Calendário Holoceno                                                          | 10389                           |
| Calendário islâmico                                                          | 240 BH – 239 BH                 |
| Calendário judaico                                                           | 4149 – 4150                     |
| Calendário persa                                                             | 233 BP – 232 BP                 |
| Calendário rúnico                                                            | 639                             |
| Calendário solar tailandês                                                   | 932                             |

389 (CCCLXXXIX, na numeração romana) foi um ano comum do século IV que começou numa segunda-feira, segundo o calendário juliano.  Segundo o horóscopo chinês, foi o ano do Boi.
| Ano completo                    |
| ------------------------------- |
| Ano comum com início ao domingo |